# Drosophila littoralis
Drosophila littoralis är en tvåvingeart som beskrevs av Johann Wilhelm Meigen 1830. Drosophila littoralis ingår i släktet Drosophila och familjen daggflugor.
Artens utbredningsområde är Europa. Arten är reproducerande i Sverige.